# Drachenblut (Harz)

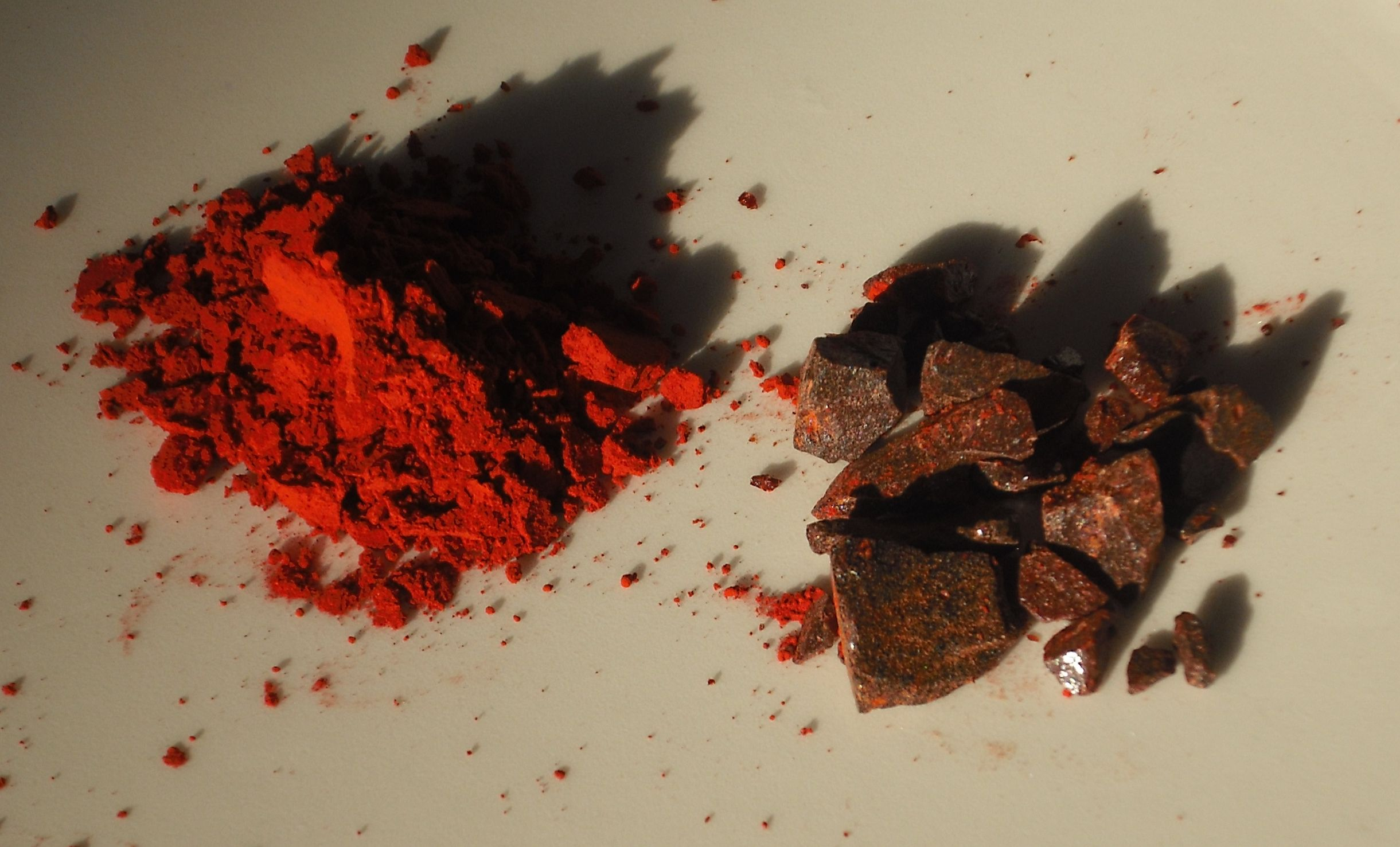
Drachenblut gemahlen und als Räuchermittel (Daemomorops draco)

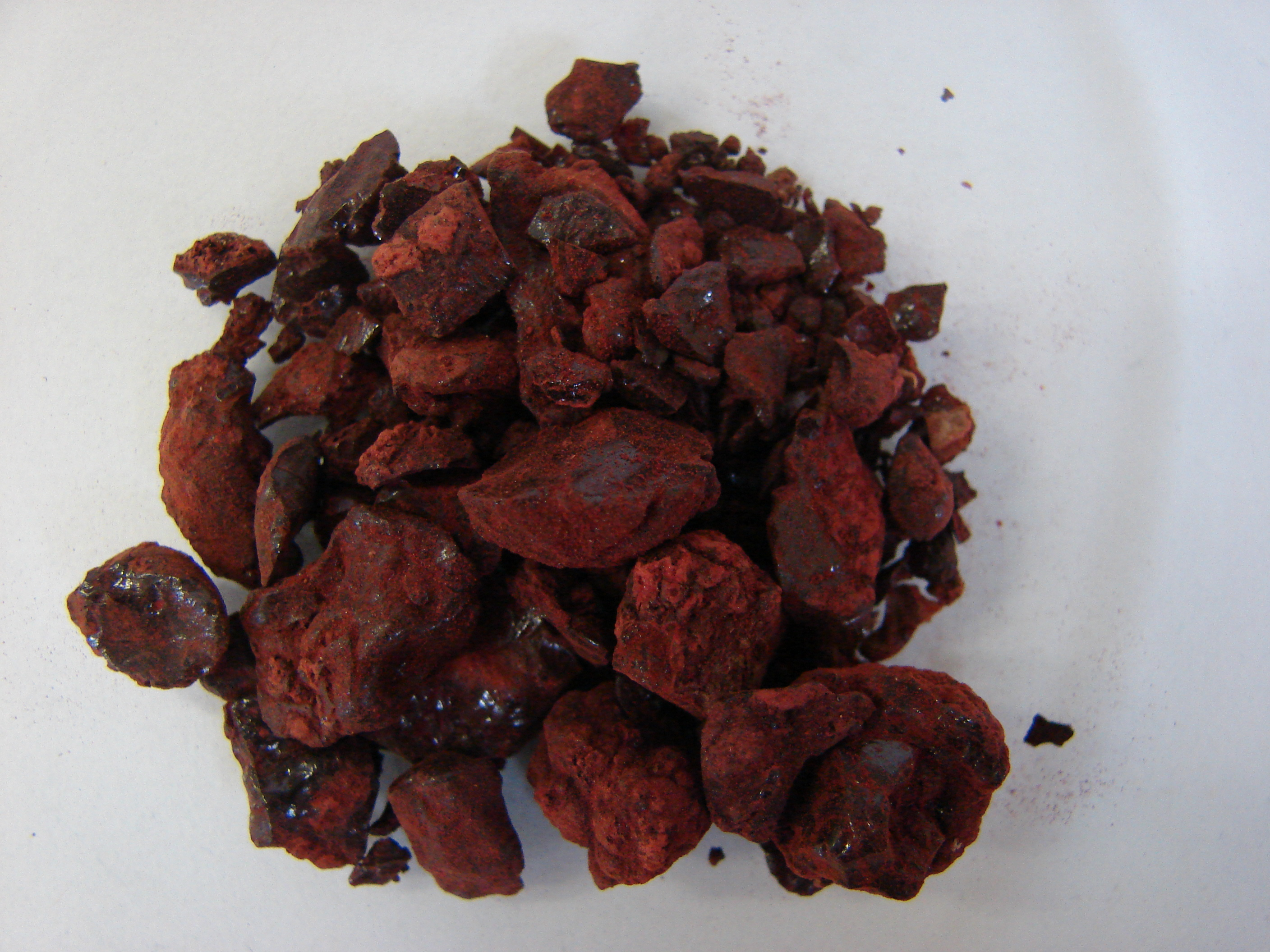
Sokotrisches Drachenblut (Dracaena cinnabari)

Drachenblut (lateinisch Sanguis draconis) ist ein rotbraunes Naturharz verschiedener Pflanzen, das als Phytopharmakon (pflanzliches Heilmittel) und als Beschichtungswerkstoff und Farbstoff verwendet wird.

## Geschichte
Der Name Drachenblut für das Harz von Dracaena cinnabari, dem Drachenblutbaum, kommt erstmals bei Dioscorides, Plinius dem Älteren und anderen antiken Dichtern vor. Plinius zufolge beruht der Name Drachenblut (lateinisch Sanguis Draconis) auf einer Schlacht zwischen einem Elefanten und einer Drachen-ähnlichen Kreatur. Der Kampf führte dazu, dass sich das Blut der beiden Tiere vermischte. Dem Harz wurde eine magische Wirkung nachgesagt und es wurde für seine angeblich medizinische Wirkung von den Griechen, Römern und Arabern sehr geschätzt.
Während der Zeit des römischen Reiches wurde das Harz von den Arabern nach Europa über Bombay oder manchmal über Sansibar transportiert, was zu den Namen „Zanzibar Drachenblut“ führte. Im Arabischen ist sowohl دم التنين (dam at-tinin, Drachenblut) als auch دم الاخوين (dam al-akhwain, Blut der zwei Brüder) gebräuchlich.
Ursprünglich bezeichnete Drachenblut (im Mittelhochdeutschen auch trachenbluot, trackenplut und ähnliche Formen; lateinisch sanguis draconis) ein Harz (von Dracaena cinnabari Balf. fil.) von der Insel Sokotra im Golf von Aden, Dracaena ombet, an der somalischen Küste, sowie – in Europa jedoch wohl erst ab dem 18. Jahrhundert – die Harze der Fruchtschuppen der Palme Daemonorops draco (synonym mit Calamus draco Willd.) in Südostasien. Der Name dehnte sich auf andere ähnliche Harze aus, die aus Pflanzen der Gattungen Daemonorops, Dracaena (Drachenbäume), Croton (eine Gattung der Wolfsmilchgewächse) und Pterocarpus (eine Gattung der Hülsenfrüchtler) gewonnen werden. Daneben ist in der historischen Literatur (Sanguis Draconis, chinesisch 血竭 – „abgezapftes Blut“) der Name auch für Zinnober (Cinnabarit) und andere rote Essenzen üblich.
Socotrisches Drachenblut (das von Dracaena cinnabari) ist im Periplus Maris Erythraei, einem Seehandelsregister des 1. Jahrhunderts für den Wirtschaftsraum Rotes Meer – Indischer Ozean, als Handelsgut auf der Weihrauchstraße erwähnt.
Kanarisches Drachenblut von Dracaena draco wurde seit Anfang des 15. Jahrhunderts über Spanien nach Europa importiert.

## Beschaffenheit und Zusammensetzung
Drachenblut ist ein Harz, das zur Gruppe der Oleoresine gezählt wird. Es besteht zu etwa 60 % aus Dracoresin, einem roten Esterharz, sowie ca. 14 % Dracorresen und 2,5 % Dracoalban. Hauptfarbstoff ist aber das Dracorubin C32H24O5, das unter 1 % enthalten ist.
Drachenblut ist unlöslich in Wasser, Petroleum, Terpentin und Ether. In Alkoholen, Aceton, Essigsäure und Glycerin sowie in anderen Lösungsmitteln löst es sich unterschiedlich gut. Es schmilzt, je nach Reinheit und Herkunft, zwischen 60 °C und 100 °C und gibt beim Erhitzen rote, stark reizende Gase ab. 
Die Handelsware des Harzes ist undurchsichtig rotbraun bis braunrot, mit glänzendem Bruch und bis zu einem Viertel mit Pflanzenresten und anderem durchsetzt. Der Geschmack des Harzes ist süßlich, teils kratzend.

## Gewinnung und Handel

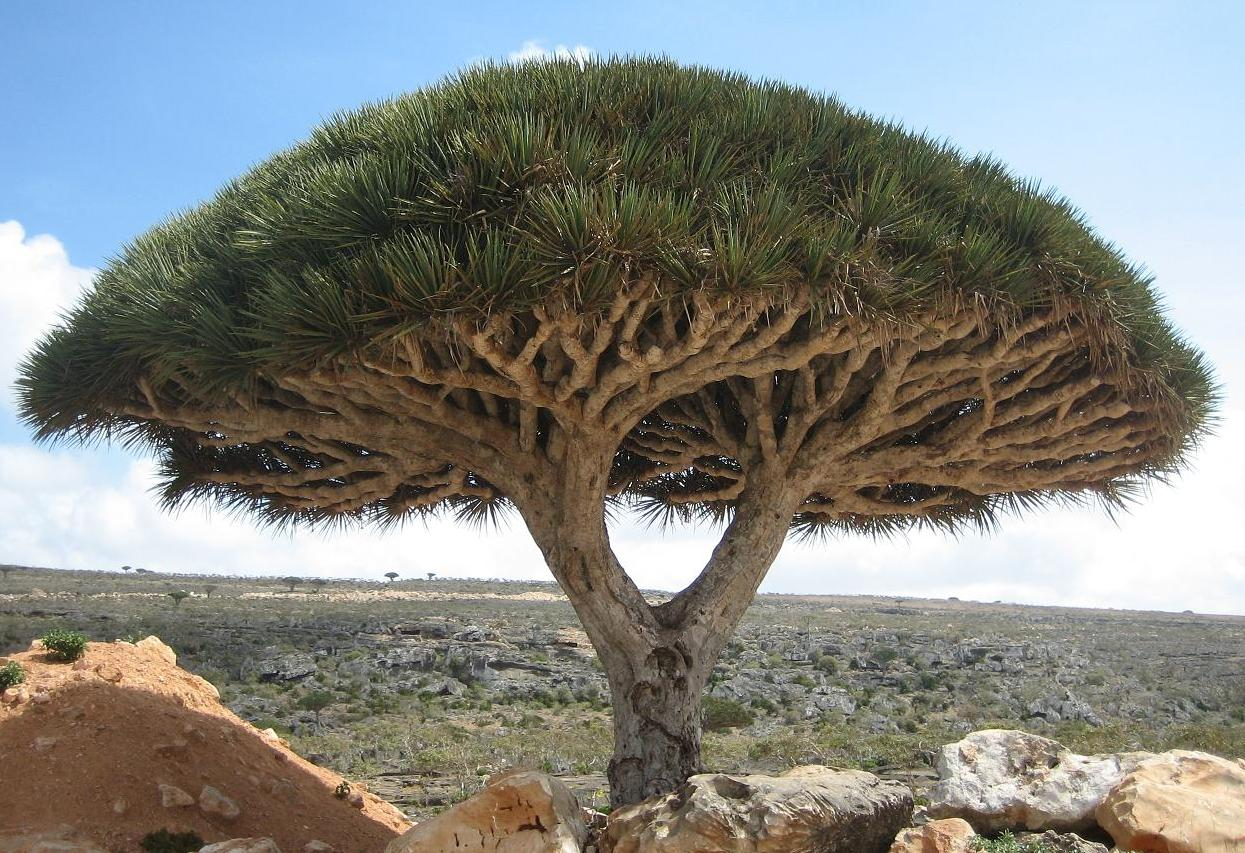
Socotrischer Drachenbaum

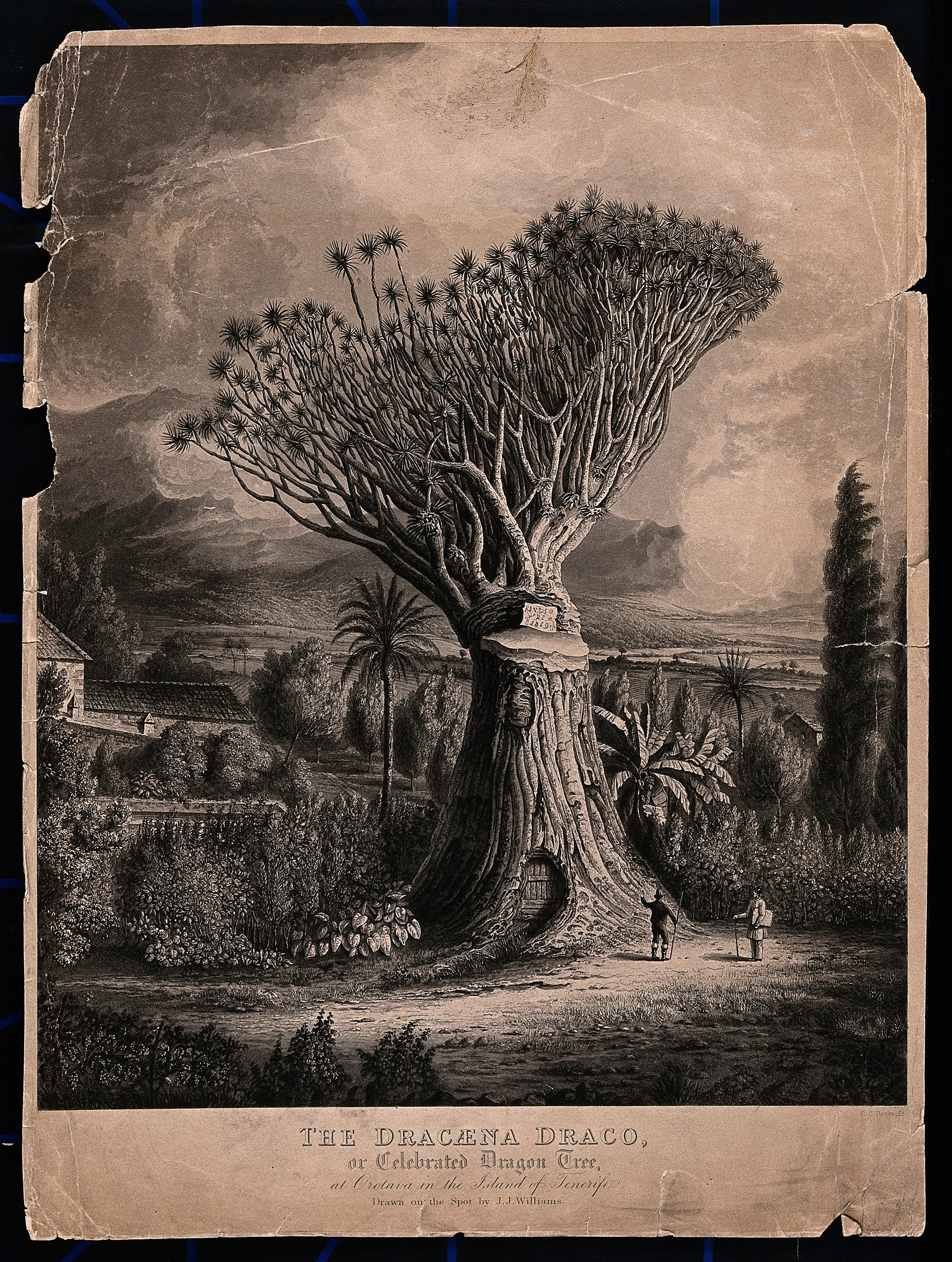
Kanarischer Drachenbaum, ca. 1819

Daemonorops-Drachenblut (Ostindisches Drachenblut) kommt vornehmlich aus Südindien, Borneo, Sumatra und von den Molukken. Das Harz befindet sich in spröden Schichten, die dachziegelartig an der Oberfläche der unreifen Früchte angeordnet sind. Die unreifen Früchte, die etwa der Größe einer Kirsche entsprechen, werden gesammelt und getrocknet. Man verwendet nur die unreifen Früchte, da die Früchte beim Reifeprozess Risse bekommen und somit das Harz austritt. Nach dem Trocken der Früchte wird das harzhaltige Pulver durch Hitze weich gemacht und kann anschließend in stockförmige Stücke oder kiloschwere Kuchen geformt werden.
Andererseits kommt Drachenblut aus China von den Arten Dracaena cambodiana und Dracanea cochinchinensis.
Um an das Harz von Croton spp. und Dracaena spp. zu gelangen, muss man den Baum fällen oder zumindest verwunden. Anschließend kann man das saftige, dunkelrote Harz gewinnen.
Socotrisches Drachenblut wird aus Dracaena cinnabari (Socotrischer Drachenbaum) gewonnen. Das Harz schwitzt aus dem Stamm aus und wird ähnlich wie Naturgummi geerntet, indem die natürlichen Sickerrisse vergrößert werden. Das eintrocknende Harz wird dann vom Baum gekratzt. Ähnlich ist Kanarisches Drachenblut aus Dracaena draco. Aufgrund der Seltenheit wildwachsender Drachenbäume auf den Kanarischen Inseln wird hier schon lange kein Drachenblut mehr gewonnen.
Amerikanisches Drachenblut kommt von in Westindien heimischen Pflanzen (Pterocarpus).
Nutzpflanzen für Drachenblut sind:
- Croton: Croton draconoides Müll.Arg., Croton draco Schltdl. & Cham., Croton lechleri Müll.Arg., Croton salutaris, Croton palanostigma, Croton urucurana Baill., Croton erythrochilus Müll.Arg., Croton gossypiifolius Vahl., Croton xalapensis Kunth.
- Daemonorops: Daemonorops draco Blume (Drachenblutpalme), Daemonorops didymophylla Becc., Daemonorops micracantha Becc., Daemonorops rubra (Reinw. ex Mart.) Blume u. a.
- Dracaena: Dracaena cinnabari Balf.f., Dracaena draco (L.) L., Dracaena cochinchinensis Hort. ex Baker, Dracaena cambodiana Pierre ex Gagnep.,  Dracaena ombet Heuglin ex Kotschy & Peyr.
- Pterocarpus: Nur von Pterocarpus officinalis Jacq.

In den Handel kommt Drachenblut in Bruchstücken, kiloschweren Kuchen oder Schellack-ähnlich in Plättchen, früher auch in mit Schilf umwickelten Stangen und rosenkranzähnlich gefädelten Körnern.
Heutzutage wird das meiste Drachenblutharz für den kommerziellen Gebrauch aus den unreifen Früchten bzw. den Fruchtschuppen der Rattanpalmen der Gattung Daemonorops gewonnen.

## Verwendung
Das karminrote Harz wurde bereits in der Antike hoch geschätzt und dort als Färbemittel für Lacke, Zahnpasten, Pflaster und Tinkturen eingesetzt. In China wurden Möbelstücke, Papier und Plakate gefärbt.
Verwendet wurde Drachenblut äußerlich bei Skorbut und in der Wundbehandlung als Antiseptikum, innerlich bei Durchfall und Atemwegserkrankungen sowie als Räucherwerk und in der Einbalsamierung. Auch als Salbenzutat, beispielsweise zur Therapie der Syphilis, wurde das Harz des Drachenblutbaums verwendet. Seine medizinische Bedeutung hat es verloren, in der chinesischen Medizin findet es noch Verwendung. Im Mittelalter, beschrieben im Circa instans, wurde sanguis draconis im Sinne einer Medikamentenfälschung durch Gartenkümmelpulver ersetzt. Neuere Forschungen zeigen, dass Drachenblut bei Ratten Strahlenschäden in der Leber reduziert. Daher erwägt man in China, es zum Schutz der Raumfahrer bei bemannten Mondmissionen einzusetzen, wo die Strahlenbelastung wesentlich höher ist als im erdnahen Raum.
Im Geigenbau und der Tischlerei sowie der Restaurierung verwendet man Drachenblut für Lacke, getönte Firnisse und Farbmischungen. Feinstes Drachenblut ähnelt Krapplack.
Dracorubinpapier ist ein Indikatorpapier zur Unterscheidung von Benzol (Rotfärbung) und Motorenbenzin (Braunfärbung).
In der Chemigrafie (amerikanische Zinkätzung) der Fototechnik verwendet man es als Ätzgrund.
Als traditionelles Räuchermittel wird Drachenblut beim Stamm der Quiché in Guatemala in deren Opferzeremonien eingesetzt, um so die Götter zu besänftigen.
Die Verbindung 4'-Demethyl-3,9-dihydroeucomin (DMDHE), die aus dem Harz von Daemonorops draco gewonnen wird, ist eine natürliche bittermaskierende Substanz. Diese Verbindung, die den bitteren Geschmack überdeckt, weist auf eine Bedeutung für die Lebensmittel-, Getränke- und Pharmaindustrie hin, um den Geschmack und die Akzeptanz von Lebensmitteln und Medikamenten zu verbessern.